# Parmotrema stuppeum
Parmotrema stuppeum är en lavart som först beskrevs av Taylor, och fick sitt nu gällande namn av Hale. Parmotrema stuppeum ingår i släktet Parmotrema och familjen Parmeliaceae.   Inga underarter finns listade i Catalogue of Life.

## Källor

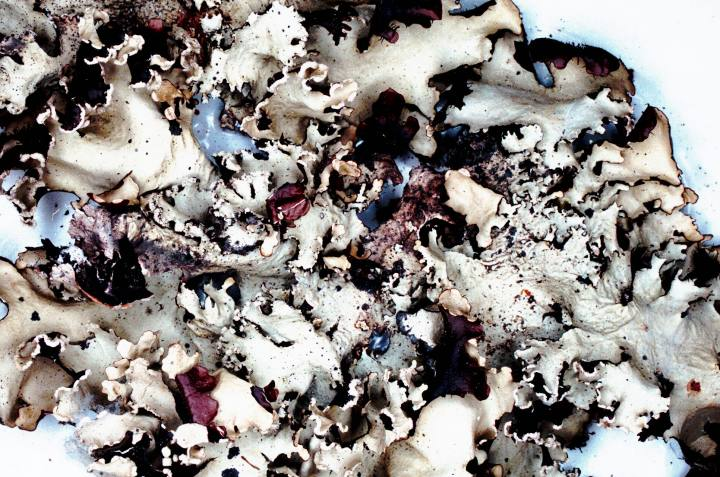
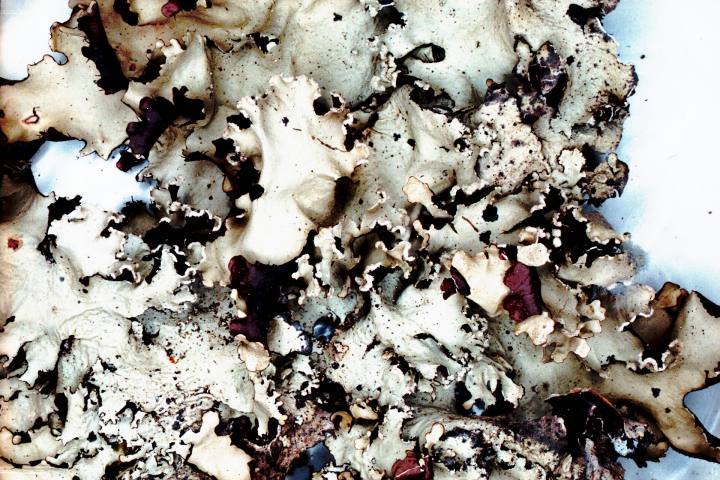